# UFC 236
UFC 236: Holloway vs. Poirier 2 è stato un evento di arti marziali miste tenuto dalla Ultimate Fighting Championship il 13 aprile 2019 allo State Farm Arena di Atlanta, negli Stati Uniti d'America.

## Risultati
|                                                   | Divisione            |                     |                 |                    | Metodo                                        | Round           | Tempo           | Premio          |
| Card Principale                                   | Card Principale      | Card Principale     | Card Principale | Card Principale    | Card Principale                               | Card Principale | Card Principale | Card Principale |
| ------------------------------------------------- | -------------------- | ------------------- | --------------- | ------------------ | --------------------------------------------- | --------------- | --------------- | --------------- |
| Sfida valida per il titolo di campione ad interim | Pesi leggeri         | Dustin Poirier      | batte           | Max Holloway       | Decisione unanime (49-46, 49-46, 49-46)       | 5               | 5:00            | FOTN            |
| Sfida valida per il titolo di campione ad interim | Pesi medi            | Israel Adesanya     | batte           | Kelvin Gastelum    | Decisione unanime (48-46, 48-46, 48-46)       | 5               | 5:00            | FOTN            |
|                                                   | Pesi mediomassimi    | Khalil Rountree Jr. | batte           | Eryk Anders        | Decisione unanime (30-26, 30-26, 30-26)       | 3               | 5:00            |                 |
|                                                   | Pesi welter          | Dwight Grant        | batte           | Alan Jouban        | Decisione non unanime (29-28, 27-30, 29-28)   | 3               | 5:00            |                 |
|                                                   | Pesi mediomassimi    | Nikita Krylov       | batte           | Ovince Saint Preux | Sottomissione (rear-naked choke)              | 2               | 2:30            |                 |
| Card Preliminare (ESPN)                           |                      |                     |                 |                    |                                               |                 |                 |                 |
|                                                   | Pesi leggeri         | Matt Frevola        | batte           | Jalin Turner       | Decisione unanime (30-27, 30-27, 30-27)       | 3               | 5:00            |                 |
|                                                   | Pesi mosca           | Alexandre Pantoja   | batte           | Wilson Reis        | KO tecnico (pugni)                            | 1               | 2:58            |                 |
|                                                   | Pesi welter          | Max Griffin         | batte           | Zelim Imadaev      | Decisione maggioritaria (29-27, 29-27, 28-28) | 3               | 5:00            |                 |
|                                                   | Pesi gallo           | Khalid Taha         | batte           | Boston Salmon      | KO tecnico (pugni)                            | 1               | 0:25            |                 |
| Card Preliminare (UFC Fight Pass)                 |                      |                     |                 |                    |                                               |                 |                 |                 |
|                                                   | Pesi welter          | Belal Muhammad      | batte           | Curtis Millender   | Decisione unanime (29-27, 29-27, 30-26)       | 3               | 5:00            |                 |
|                                                   | Pesi gallo           | Montel Jackson      | batte           | Andre Soukhamthath | Decisione unanime (30-26, 30-27, 29-27)       | 3               | 5:00            |                 |
|                                                   | Pesi mosca femminili | Poliana Botelho     | batte           | Lauren Mueller     | Decisione unanime (29-28, 29-28, 29-28)       | 3               | 5:00            |                 |
|                                                   | Pesi gallo           | Brandon Davis       | batte           | Randy Costa        | Sottomissione (rear-naked choke)              | 2               | 1:12            |                 |

## Premi
I lottatori premiati ricevettero un bonus di 50.000 dollari.
Legenda:
- FOTN: Fight of the Night (vengono premiati entrambi gli atleti per il miglior incontro dell'evento)
- POTN: Performance of the Night (viene premiato il vincitore per la migliore performance dell'evento)